# 중위 연령
중위연령(median age)은 전체 인구를 연령의 크기순으로 일렬로 세워 단순히 균등하게 2등분한 연령이다. 이것은 하나의 지표를 사용하여 인구의 연령특성을 파악하는 것으로 연령분포 자체가 비대칭이기 때문에 평균 연령(mean age)보다 인구의 연령특성을 더 잘 파악할 수 있다. 따라서 주로 인구노령화의 지표를 알아보는데 사용된다.

## 특징
보통 일반적으로 중위연령이 30세 이상인 사회를 말하며, 출생률이 낮은 선진국의 중위연령이 훨씬 높게 나타나고 있다. 따라서 중위 연령의 일반적인 특징은 다음과 같다.
- 출생률과 사망률이 낮아지면 중위연령은 높아진다.
- 출생률과 사망률이 높아지면 중위연령은 낮아진다.

## 노령화
UN의 고령화사회 분류 기준은 다음과 같다.
- 고령화사회(ageing society) : 전체인구 중 65세이상 인구비율이 7% 이상~14% 미만인 사회
- 고령사회(aged society) : 전체인구 중 65세이상 인구비율이 14% 이상~20% 미만인 사회
- 초고령사회(super-aged society) : 전체인구 중 65세이상 인구비율이 20% 이상인 사회

## 대한민국의 중위연령
2009년 5월에 발표된 2008년 UN 세계인구예상(World Population Prospects: The 2008 Revision)에 따르면, 대한민국의 중위연령은 다음과 같다.
| 년도   | 중위연령 | 비고 |
| ------ | -------- | ---- |
| 1950년 | 19.0     |      |
| 1955년 | 19.3     |      |
| 1960년 | 19.8     |      |
| 1965년 | 18.7     |      |
| 1970년 | 19       |      |
| 1975년 | 20       |      |
| 1980년 | 22.2     |      |
| 1985년 | 24.4     |      |
| 1990년 | 27       |      |
| 1995년 | 29.5     |      |
| 2000년 | 32.1     |      |
| 2005년 | 35       |      |
| 2010년 | 37.9     |      |

## 같이 보기
- 노령화 지수
- 노령화 사회
- 인구 피라미드
- 세계 중위연령 목록